# Dream Concert
Dream Concert (em coreano: 드림콘서트) é um dos maiores shows de K-pop na Coreia do Sul, que tem sido patrocinado anualmente pela Korea Entertainment Producer's Association (KEPA) desde 1995.  Todos os anos, alguns dos artistas mais populares do K-pop do ano participam do evento para apresentação. 

## Site Oficial
http://www.dreamconcert.kr/